# 经济合作与发展组织
经济合作与发展组织（英語：Organisation for Economic Co-operation and Development），简称经合组织（英：OECD，法：OCDE），是全球38个市场经济国家组成的政府间国际组织，总部设在法國巴黎犬舍城堡。

## 历史沿革

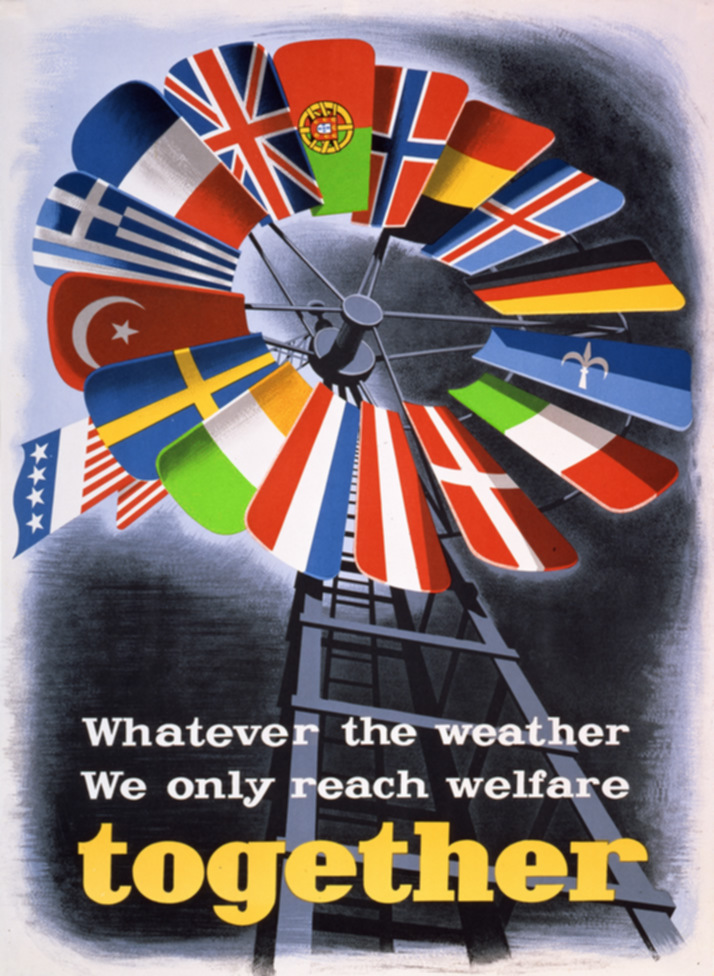
推进马歇尔计划时的一张海报

经济合作与发展组织的前身是1947年由美国和加拿大发起，成立于1948年的欧洲经济合作组织（Organisation for European Economic Co-operation，缩写为OEEC），该组织成立的目的是帮助执行致力于第二次世界大战以后欧洲重建的马歇尔计划。后来其成员国逐渐扩展到非欧洲国家。1961年，欧洲经济合作组织改名为经济合作与发展组织。
经合组织的宗旨为：帮助各成员国家的政府实现可持续性经济增长和就业，成员国生活水准上升，同时保持金融稳定，从而为世界经济发展作出贡献。其组建公约中提出：经合组织应致力于为其成员国及其它国家在经济发展过程中的稳固经济扩展提供帮助，并在多边性和非歧视性的基础上为世界贸易增长作出贡献。
对于三十五个市场经济国家来说，经合组织是个独一无二的论坛。他们在一起工作然后发表关于全球化趋势下经济，社会和政府所面临的挑战和机遇。
经合组织提供了一个框架，在此框架内成员国可以交流经济发展经验，为共同的问题寻找答案，协调在国内外政策中合作实践。在这个论坛裡，各国政府可以达成没有约束性的建议（软法律）或是有约束性的条约，这些文件对国际经济和贸易环境的改善具有强大的推动力。
经合组织成员国之间的信息交流是由设立在巴黎的秘书处提供的。秘书处集中数据，研究趋势，以及分析和预测经济发展。它也同时关注社会变化和贸易模式变化、环境、农业、科技、税务以及其他一些问题。
经合组织通过在经济增长、金融稳定、贸易和投资、技术创新、企业管理等方面的合作来帮助成员国保持繁荣并且扫除贫穷。同时它致力于在经济增长和社会发展的同时保护环境。经合组织的其他目标还包括为所有人创造就业机会、保障社会公正、建设廉洁有效能的政府等。
经合组织身处倾听和努力的最前线，倾全力于帮助成员国政府对新的发展和关注做出反应，包括贸易和结构调整、网络安全以及在发展中国家脱贫中所面临的挑战。逾40年以来，经合组织已经成为世界上最大和最可靠的全球性经济和社会统计数据的来源之一。经合组织的数据库拥有跨越地域的数据，包括国家账目、经济指标、劳动力、贸易、就业、移民、教育、能源、健康、工业、税收和环境。大多数研究和分析报告已经出版。
在过去十年里，经合组织成功解决了一系列经济、社会和环境问题。因此也更加重了其在商业，贸易组合和其他有代表性的社会阶层之间的纽带作用。例如在经合组织框架下的税收和转移定价谈判就为世界范围内的双边税务谈判铺平了道路。
在其他领域里，经合组织也通过1999年2月生效的《经合组织反贪污行贿协定》而在全球范围内扮演处理贪污行贿行为的重要角色。
2024年7月1日，OECD决定将其出版的任何文字性信息（包括数据、研究模型等，限该日期起）以知识共享署名4.0版（CC BY 4.0）许可协议自由授权。

## 成员及非成员

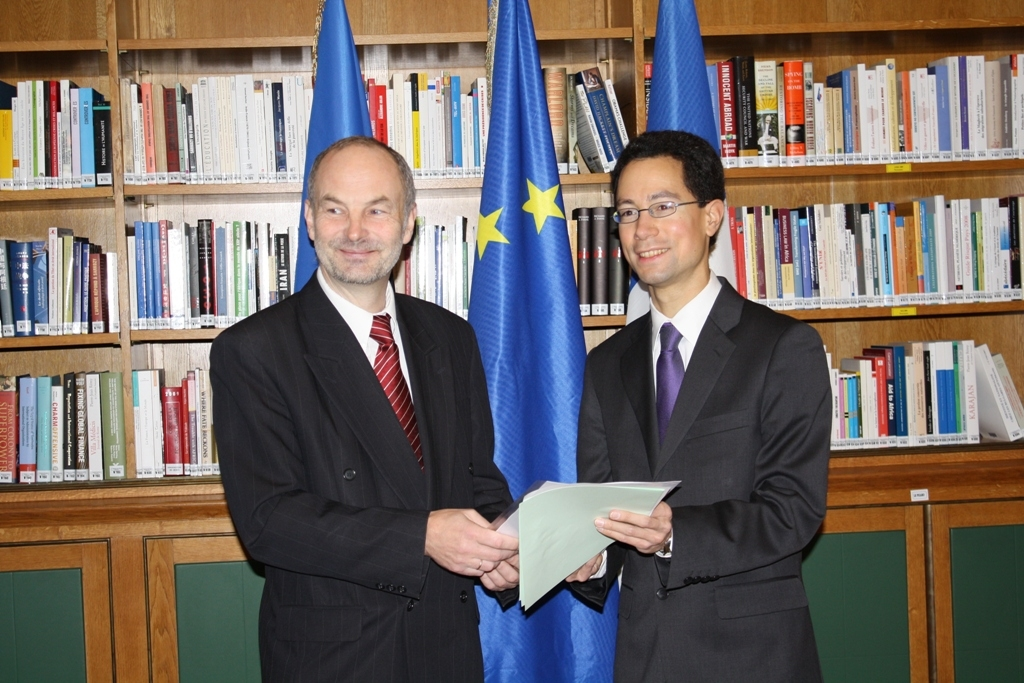
法國外長在OECD

### 成员国
截止2021年5月，经合组织共有38个成员国：
| 国家       | 申请日期      | 谈判日期      | 邀请日期       | 成员生效日期   | 地理位置 | 注释                                                                    |
| ---------- | ------------- | ------------- | -------------- | -------------- | -------- | ----------------------------------------------------------------------- |
|            |               |               |                | 1971年6月7日   | 大洋洲   |                                                                         |
| 奥地利     |               |               |                | 1961年9月29日  | 欧洲     | OEEC成员                                                                |
| 比利时     |               |               |                | 1961年9月13日  | 欧洲     | OEEC成员                                                                |
| 加拿大     |               |               |                | 1961年4月10日  | 北美洲   |                                                                         |
| 智利       | 2003年11月    | 2007年5月16日 | 2009年12月15日 | 2010年5月7日   | 南美洲   |                                                                         |
| 哥伦比亚   | 2011年1月24日 | 2013年5月30日 | 2018年5月25日  | 2020年4月28日  | 南美洲   |                                                                         |
|            | 2015年4月9日  |               | 2020年5月15日  | 2021年5月25日  | 中美洲   |                                                                         |
| 捷克       | 1994年1月     | 1994年6月8日  | 1995年11月24日 | 1995年12月21日 | 欧洲     |                                                                         |
| 丹麦       |               |               |                | 1961年5月30日  | 欧洲     | OEEC成员                                                                |
| 爱沙尼亚   |               | 2007年5月16日 | 2010年5月10日  | 2010年12月9日  | 欧洲     |                                                                         |
| 芬兰       |               |               |                | 1969年1月28日  | 欧洲     |                                                                         |
| 法國       |               |               |                | 1961年8月7日   | 欧洲     | OEEC成员                                                                |
| 德国       |               |               |                | 1961年9月27日  | 欧洲     | 1949年西德加入OEEC该成员生效日期前该地区代表由三国共管区（Trizone）委派 |
| 希腊       |               |               |                | 1961年9月27日  | 欧洲     | OEEC成员                                                                |
| 匈牙利     | 1993年12月    | 1994年6月8日  |                | 1996年5月7日   | 欧洲     |                                                                         |
| 冰島       |               |               |                | 1961年6月5日   | 欧洲     | OEEC成员                                                                |
| 爱尔兰     |               |               |                | 1961年8月17日  | 欧洲     | OEEC成员                                                                |
| 以色列     | 2004年3月15日 | 2007年5月16日 | 2010年5月10日  | 2010年9月7日   | 中东     |                                                                         |
| 義大利     |               |               |                | 1962年3月29日  | 欧洲     | OEEC成员                                                                |
| 日本       | 1962年11月    |               | 1963年7月      | 1964年4月28日  | 亚洲     |                                                                         |
| 拉脫維亞   |               | 2013年5月29日 | 2016年5月11日  | 2016年7月1日   | 欧洲     |                                                                         |
| 立陶宛     |               | 2015年4月9日  | 2018年5月31日  | 2018年7月5日   | 欧洲     |                                                                         |
| 盧森堡     |               |               |                | 1961年12月7日  | 欧洲     | OEEC成员                                                                |
| 墨西哥     |               |               | 1994年4月14日  | 1994年5月18日  | 北美洲   |                                                                         |
| 荷蘭       |               |               |                | 1961年11月13日 | 欧洲     | OEEC成员                                                                |
| 新西兰     |               |               |                | 1973年5月29日  | 大洋洲   |                                                                         |
| 挪威       |               |               |                | 1961年7月4日   | 欧洲     | OEEC成员                                                                |
| 波蘭       | 1994年2月1日  | 1994年6月8日  | 1996年7月11日  | 1996年11月22日 | 欧洲     |                                                                         |
| 葡萄牙     |               |               |                | 1961年8月4日   | 欧洲     | OEEC成员                                                                |
| 斯洛伐克   | 1994年2月     | 1994年6月8日  | 2000年7月      | 2000年12月14日 | 欧洲     |                                                                         |
| 斯洛維尼亞 | 1996年3月     | 2007年5月16日 | 2010年5月10日  | 2010年7月21日  | 欧洲     |                                                                         |
|            | 1995年3月29日 |               | 1996年10月25日 | 1996年12月12日 | 亚洲     | 官方称“大韩民国”                                                        |
| 西班牙     |               |               |                | 1961年8月3日   | 欧洲     | 1958年加入OEEC                                                          |
| 瑞典       |               |               |                | 1961年9月28日  | 欧洲     | OEEC成员                                                                |
| 瑞士       |               |               |                | 1961年9月28日  | 欧洲     | OEEC成员                                                                |
| 土耳其     |               |               |                | 1961年8月2日   | 欧亚     | OEEC成员                                                                |
| 英国       |               |               |                | 1961年5月2日   | 欧洲     | OEEC成员                                                                |
| 美国       |               |               |                | 1961年4月12日  | 北美洲   |                                                                         |

### 海外屬地
- 阿鲁巴
- 百慕大
- 直布罗陀
- 根西
- 马恩岛
- 澤西
- 荷屬聖馬丁

成员国的海外屬地本身不是成员，但可作为其所属主权国家的一部分成员。截止2021年1月，荷兰加勒比区及英属根西、泽西、马恩岛、直布罗陀和百慕大分别作为荷兰和英国成员国的组成部分。其他经合组织成员国的海外属地则不是经合组织组成部分。

### 参与伙伴
- 中华人民共和国
- 欧洲联盟
- 印度
- 南非

欧盟委员会与欧盟成员国一起参与经合组织的工作。经合组织指定巴西、中华人民共和国、印度、印度尼西亚和南非作为“关键伙伴”，这5国参与经合组织政策，并定期加经合组织调查。

### 正在进行成员国资格谈判
- 阿根廷（2022年起）[38]
- 巴西（2022年起）[38]
- 保加利亚（2022年起）[38]
- （2022年起）[38]
- 印度尼西亞（2024年起）[39]
- 秘魯（2022年起）[38]
- 羅馬尼亞（2022年起）[38]
- 泰國（2024年起）[40]

### 申请加入国
- 馬爾他（2007年递交申请）[41]
- 乌克兰（2022年递交申请）[42]

### 表达兴趣
- [43]
- 马来西亚[44]
- 越南[45]

### 前成员
- 第里雅斯特自由區（区域A）：曾为OEEC成员，直到1954年与意大利合并，不再作为独立领土实体。[5]

### 成员谈判终止
- 俄羅斯：2007年5月，经合组织决定开放与俄罗斯的入會谈判。[8]2014年3月，因俄罗斯占领克里米亞且持续发生违反人权和公民权利的行为，经合组织作为回应暂停俄罗斯的入會谈判。[46][47]2022年2月25日，在俄罗斯全面开启侵略乌克兰战争后，经合组织宣布正式终止俄罗斯的入会进程。[48]
- 白俄羅斯：2022年3月，经合组织决定暂停白俄罗斯参与权利。[49]